# Навроцький В'ячеслав Олександрович
Вячесла́в Олекса́ндрович Навро́цький (20 січня 1956, м. Любешів Волинської області) — український правознавець, доктор юридичних наук з 2000, професор з 2002, член-кореспондент Національної академії правових наук України (2010).

## Біографія
Закінчив 1978 юридичний факультет Львівського університету, 1981 — аспірантуру Харківського юридичного інституту. Від 1982 — у Львівському університеті (з перервою): асистент кафедри кримінального права і кримінального процесу (1982-1985), доцент цієї ж кафедри (1989-1999) та водночас  — директор Правничого коледжу (1997-1999), науковий співробітник (1999-2001); з професор кафедри кримінального права та кримінології (2001-2002). У 1985–1989 був старшим викладачем Львівської спеціальної середньої школи міліції. З 2002 р. у Львівському державному університеті внутрішніх справ: декан юридичного факультету (2012-2014), професор кафедри кримінально-правових дисциплін (2012-2014, на 1/2 ставки), професор кафедри кримінального права та кримінології (з 2016, на 1/2 ставки). Безробітний (2015-2016). З 2016 в Українському католицькому університеті: професор кафедри теорії права та прав людини (з 2016, на 1/2 ставки).

## Наукова та педагогічна діяльність
У 1982 р. захистив дисертацію на здобуття наукового ступеня кандидата юридичних наук на тему «рос. Уголовная ответственность за загрязнение водоемов», у 2000 р. — доктора юридичних наук на тему: «Теоретичні проблеми кримінально-правової кваліфікації» (обидві за спеціальністю 12.00.08 — кримінальне право та кримінологія; кримінально-виконавче право).
Досліджує проблеми відповідальності за окремі види злочинів, теоретичні проблеми кримінально-правової кваліфікації. Викладає в Україні курси кримінального права України, проблем кримінально-правової кваліфікації, кримінально-правового захисту прав людини. Викладав у Школі українського права в Університеті імені Марії Кюрі-Склодовської (Люблін, Польща, 2014), був гостьовим професором Варшавського університету (Варшава, Польща, 2016). 
Брав участь у понад 150 наукових конференціях в Україні, Білорусі, Росії, Польщі, Словаччині, Угорщині, США.
Підготував 24 кандидати та 3 доктори юридичних наук.
Член науково-консультативної ради при Верховному Суду України, член спеціалізованих вчених рад з захисту дисертацій в Інституті держави і права ім. В.М.Корецького НАН України та Львівському державному університеті внутрішніх справ.
Ініціював проведення у Львові щорічних конференцій, присвячених річниці прийняття КК України (з 2002).
Ініціатор заснування та керівник ГО "Львівський форум кримінальної юстиції". Керує розробкою двох проєктів цього ГО - "Концепції реформування законодавства про публічні правопорушення в Україні" та  "Концепції запровадження в Україні мирових судів".

## Основні праці
Автор близько трьохсот публікацій, серед яких:
- Теоретичні проблеми кримінально-правової кваліфікації. — К.: Атіка, 1999. — 464 с.
- Кримінально-правова кваліфікація ухилення від оподаткування в Україні. - К.: Атіка, 2000. - 288 с. (у співавторстві).
- Кримінальне право України. Особлива частина: Курс лекцій. - К.: Т-во "Знання", 2000. - 771 с.
- Наступність кримінального законодавства України. - К.: Атіка, 2001. - 272 с.
- Основи кримінально-правової кваліфікації. К.: Юрінком Інтер, 2006. - 704 с.; 2009. - 512 с.
- Кримінальне право і кримінальне законодавство: Співвідношення понять. // Право України. – 2011 - №9. – С.20-24.
- Що вчинили Путін & К° щодо України? // Юридичний вісник України. – 2014. - №12 (997). 22-28 березня 2014. С.6-7.
- Zbieg przepiso´w prawie karnym Ukrainy // Annales Universitatis Mariae Curie-Skladowska. Sectio G. Jus – 2013. VOL.LX, 2. – L.227-257 (в співавторстві).
- З професорської шухляди. – Івано-Франківськ: Фоліант, 2016. – 705 с.
- Стратегия реформирования законодательства Украины о публичных правонарушениях  //Проблемы укрепления законности и правопорядка: наука, практика, тенденции. Сб. научн. Трудов. Вып. 9, том 1. Специальное юбилейное издание. – Минск: Изд. центр БГУ, 2016. – С. 189-195 (у співавторстві).
- Befindet sich das ukrainische Strafrecht in der Krise? [Vyacheslav Navrotskyy] // Osteuropa recht. Fragen zur Rechtsentwicklung in Mittel- und Osteuropa sowie den GUS-Staaten. 62. Jahrgang, Heft 3|2016. „Aktuelle Verfassungsentwicklungen in Südosteuropa“. - S. 358 – 370.